# ジャアナヒラタゴミムシ
ジャアナヒラタゴミムシ (Jujiroa ana) は、コウチュウ目（鞘翅目）オサムシ亜目（食肉亜目）オサムシ科ホラアナヒラタゴミムシ属 Jujiroa に分類されるゴミムシの一種。
愛知県豊橋市北東部の鍾乳洞「嵩山蛇穴」を基準産地として記載された種で、日本（本州）の固有種である。

## 分布
東海地方（愛知県豊橋市の蛇穴）にのみ分布する。和名や原記載における学名 Ja ana は、基準産地の「蛇穴」に由来する。

## 形態・生態
体長は12.5 mm前後で、体色は飴色。体のキチン質化は弱く、体形はやや細く、両側はほぼ平行である。複眼は退化傾向で小さい。各脚はやや短くてがっしりしているが、オスの跗節下面には吸着毛がない。
地中性で、地中の地下浅層や洞窟に生息するが、洞窟周辺の林床に設置したベイトトラップで採集される場合もある。生活史についての詳細は不明だが、他の小動物を捕食する肉食性昆虫と考えられている。
ホラアナヒラタゴミムシ属 Jujiroa は洞窟性または地中性の褐色の種からなり、東海地方 - 四国にかけて太平洋側の地域のみから発見されている。同属には Ja 亜属以外にも、ヒラノアカヒラタゴミムシ Jujiroa minobusana (Habu) を含む Yukihikos 亜属や、ホラアナヒラタゴミムシ Jujiroa nipponica (Habu)  やホラズミヒラタゴミムシ Jujiroa troglodytes S. Uéno など3種を含む Jujiroa 亜属がいるが、 Ja 亜属はオスの前跗節下面に吸着毛がない点でこれらの亜属と区別できる。

## 保全状況
絶滅危惧II類 (VU)（環境省レッドリスト）
- 愛知県レッドデータブック (2020) - 絶滅危惧II類[3]

全国的に希少な洞穴生物の一種だが、基準産地の蛇穴では生息確認が途絶えており、絶滅が危惧される。減少の要因としては洞窟内部および生息地周辺の森林の乾燥化による影響のほか、マニアによる過剰採集・トラップの放置などが考えられている。

## 関連論文
- Shun-Ichi Uéno (1955). “New cave-dwelling Anchomenids of Japan” (英語). Opuscula entomologica (Societas Entomologica Lundensis) 20 (1):  56-64.[3] - 原記載論文。